# جون ريتشاردسون (سياسي)
جون ريتشاردسون هو تربوي وعسكري وسياسي كندي، ولد في 1 ديسمبر 1932 في بيتيربوروغ في كندا، وتوفي بنفس المكان في 2 يونيو 2010 بسبب مرض آلزهايمر. حزبياً، نشط في الحزب الليبرالي الكندي. وقد انتخب عضو مجلس العموم الكندي.